# Фредерік Кануте
Фредері́к Кануте́ (фр. Frédéric Kanouté, нар. 2 вересня 1977, Сент-Фуа-ле-Ліон) — колишній французький і малійський футболіст, що грав на позиції нападника. Грав у складі збірної Малі.

## Клубна кар'єра
У дорослому футболі дебютував 1997 року виступами за команду клубу «Олімпік» (Ліон), в якій провів три сезони, взявши участь у 58 матчах чемпіонату.
Згодом з 2000 до 2005 року грав в Англії, у складі команд клубів «Вест Хем Юнайтед» та «Тоттенхем Хотспур».
2005 року приєднався до складу команди іспанської «Севільї». Протягом наступних 7 сезонів відіграв за клуб з Севільї 209 матчів в національному чемпіонаті, в яких 89 разів вражав ворота суперників. За цей час двічі виборював титул володаря Кубка Іспанії з футболу, ставав володарем Суперкубка Іспанії з футболу, володарем Кубка УЄФА (двічі), володарем Суперкубка УЄФА.
Завершив професійну кар'єру в китайському клубі «Бейджинг Гоань», за який грав протягом 2012—2013 років.

## Виступи за збірні
Протягом 1998—2001 років залучався до складу молодіжної збірної Франції. На молодіжному рівні зіграв у 16 офіційних матчах, забив 11 голів.
2004 року уродженець Франції прийняв пропозицію захищати на дорослому рівні кольори збірної своєї історичної батьківщини, Малі, і дебютував в офіційних матчах у складі національної збірної Малі. До припинення виступів за збірну у 2010 провів у формі головної команди країни 39 матчів, забивши 23 голи.

## Титули та досягнення

### Командні
- Володар Кубка Іспанії з футболу (2):

«Севілья»: 2006-07, 2009-10
- Володар Суперкубка Іспанії з футболу (1):

«Севілья»: 2007
- Володар Кубка Інтертото (1):

«Олімпік» (Ліон): 1997
- Володар Кубка УЄФА (2):

«Севілья»: 2005-06, 2006-07
- Володар Суперкубка УЄФА (1):

«Севілья»: 2006

### Особисті
2007 — Африканський футболіст року
2004 — Найкращий бомбардир Кубку африканських націй